# Jabara Williams
Jabara Williams (Nacogdoches, 6 luglio 1989) è un ex giocatore di football americano statunitense che ha militato nel ruolo di defensive tackle nella National Football League (NFL). Fu scelto nel corso del settimo giro (228º assoluto) del Draft NFL 2011 dai Rams. Al college ha giocato a football alla Stephen F. Austin University.

## Carriera professionistica

### St. Louis Rams
Williams fu scelto dai St. Louis Rams nel corso del settimo giro del Draft 2011. Scese in campo in due partite prima di essere svincolato il 26 ottobre 2011.

### Chicago Bears
Il 27 ottobre 2011, Williams firmò con i Chicago Bears con cui passò il resto della stagione 2011, scendendo in campo in 5 partite e mettendo a segno 2 tackle. Il 31 agosto 2012 fu svincolato.

### Ritorno ai Rams
Il 22 novembre 2012, Williams firmò per far parte della squadra di allenamento dei Rams, con cui non scese mai in campo nell'annata 2012.

## Statistiche
| Partite totali      | 7   |
| Partite da titolare | 0   |
| Tackle              | 2   |
| Sack                | 0,0 |
| Intercetti          | 0   |